# Betfair
Betfair — крупнейшая в мире биржа ставок. Основана в 1999 году. Штаб-квартира находится в Лондоне. Помимо собственно биржи ставок, Betfair предлагает и другие услуги, например, казино и покер. Betfair обладает соответствующими игровыми лицензиями в Великобритании, Австралии, Германии, Италии, Австрии и на Мальте. Является спонсором футбольного клуба Манчестер Юнайтед.
Была зарегистрирована на Лондонской бирже до 2 февраля 2016 года, когда объединилась с Paddy Power в единую компанию Paddy Power Betfair (LSE: PPB).

## Награды
- Приз Королевы за 2003 год в категории «Инновации»[2]
- Приз Королевы за 2008 год в категории «Международная торговля»[3]